# Millville, New Brunswick
Millville är en ort i Kanada.   Den ligger i provinsen New Brunswick, i den sydöstra delen av landet, 700 km öster om huvudstaden Ottawa. Millville ligger 148 meter över havet och antalet invånare är 307.
Terrängen runt Millville är platt åt nordväst, men åt sydost är den kuperad. Runt Millville är det mycket glesbefolkat, med 4 invånare per kvadratkilometer.. Närmaste större samhälle är Nackawic, 15,3 km söder om Millville.
I omgivningarna runt Millville växer i huvudsak blandskog.